# Secretaría de Trabajo (Argentina)
La Secretaría de Trabajo, Empleo y Seguridad Social es una repartición que depende del Ministerio de Capital Humano de la Argentina, encargada de la gestión de las políticas del Poder Ejecutivo Nacional en materia de relaciones laborales, empleo y seguridad social.
Fue creada en 1943 por decisión del presidente Edelmiro Farrell, precedida a su vez por el Departamento Nacional del Trabajo, creado en 1907. En 1949, durante la presidencia de Juan Domingo Perón, fue promovida al nivel ministerial. Durante el período dictatorial denominado Revolución Argentina fue degradada en octubre de 1966 a la categoría de "Secretaría de Trabajo de la Nación" dependiente del "Ministerio de Economía y Trabajo" por el presidente de facto Juan Carlos Onganía, y reinstaurada como ministerio en mayo de 1971 por el presidente de facto de Alejandro Agustín Lanusse. En el año 2018 fue nuevamente degradada al rango de secretaría, "Secretaría de Trabajo y Empleo" del Ministerio de Producción y Trabajo, por el gobierno del presidente Mauricio Macri siendo luego restablecida como ministerio en diciembre de 2019 por el presidente Alberto Fernández En 2023, el presidente Javier Milei, dispuso nuevamente su degradación al rango de secretaría,  bajo el recién creado Ministerio de Capital Humano, en el que también se centralizaron los exministerios de Desarrollo Social y Educación. 
Su función es proponer, diseñar, elaborar, administrar y fiscalizar las políticas para todas las áreas del trabajo, el empleo y las relaciones laborales, la capacitación laboral y la seguridad social.

## Historia

### Antecedentes

#### Departamento Nacional del Trabajo
En el mensaje de 1904 al Congreso, el presidente Julio Argentino Roca anunció el envío de un proyecto elaborado por el ministro del Interior, Joaquín V. González, que se proponía regular el trabajo obrero y sus relaciones con el capital, inspirado en "necesidades evidentes y en las fórmulas adoptadas por las naciones que mejor han legislado sobre el asunto”. Dicho proyecto contenía 465 artículos agrupados en catorce títulos: disposiciones preliminares y generales; de los extranjeros; del contrato de trabajo (Ley 20744 Archivado el 21 de enero de 2022 en Wayback Machine.); de los intermediarios en el contrato de trabajo; accidentes del trabajo; duración y suspensión del trabajo; trabajo a domicilio e industrias domésticas; trabajo de los menores y de las mujeres; contrato de aprendizaje; del contrato de los indios; condiciones de higiene y seguridad en la ejecución del trabajo; asociaciones industriales y obreras; autoridades administrativas; y de los tribunales de conciliación y arbitraje.
El Poder Ejecutivo nacional, a la vez que daba forma al proyecto citado, encomendó a Juan Bialet Massé, por Decreto del 22 de enero de 1904, la elaboración de un informe sobre las condiciones del trabajo y de la población obrera en general en el interior de la República, y que propusiera, además, las reformas que juzgase necesarias.
El 6 de septiembre de 1905 el Ejecutivo promulgó la Ley N° 4.661, considerada la primera con orientación moderna. Fue el punto de partida de una nueva concepción en materia de legislación laboral.
El presidente José Figueroa Alcorta, por Decreto del 14 de marzo de 1907, creó el Departamento Nacional del Trabajo y designó en el cargo a José Nicolás Matienzo, con la misión de "recoger, coordinar y publicar todos los datos relativos al trabajo de la República, especialmente en lo que concierne a las relaciones del trabajo y del capital y a las reformas legislativas y administrativas capaces de mejorar la situación material, social, intelectual y moral de los trabajadores".
Sólo el 30 de septiembre de 1912, después de varios intentos, el Congreso sancionó la Ley Orgánica N° 8.999, según los proyectos de José Luis Cantilo y Alfredo Lorenzo Palacios. Por ella las funciones del organismo fueron ampliadas. Se le cometió la inspección y vigilancia de las leyes, la incorporación de un registro de colocaciones para trabajadores sin empleo, y la facultad de mediar en los conflictos entre el capital y el trabajo, a través de un Consejo del Trabajo.

#### Secretaría de Trabajo y Previsión
En diciembre de 1943, por Decreto-Ley N.º 15.074 del dictador Edelmiro Farrell, se creó la Secretaría de Trabajo y Previsión (STYP), bajo dependencia directa del presidente de la Nación, siendo designado al frente de la misma Juan Domingo Perón. La STYP asumió las funciones del antiguo Departamento Nacional de Trabajo, pero también incorporó diferentes dependencias que anteriormente funcionaban en diversos organismos de gobierno, tales como la Caja Nacional de Jubilaciones y Pensiones, la Dirección Nacional de Salud Pública y Asistencia Social, la Junta Nacional para Combatir la Desocupación, la Cámara de Alquileres, entre otras. 
Su función consistía en centralizar toda la acción social del Estado y fiscalizar el cumplimiento de las leyes laborales, para lo cual contaba con delegaciones regionales en todo el país. Se transfirieron a la Secretaría, además, los servicios y facultades de carácter conciliatorio y arbitral, así como las funciones de policía del trabajo, los servicios de higiene industrial, los de inspección de asociaciones mutualistas y los relacionados con el trabajo marítimo, fluvial y portuario. A la vez, los departamentos, direcciones u oficinas del trabajo y los organismos y servicios existentes en las provincias quedaron convertidos en delegaciones regionales de Trabajo y Previsión.

### Ministerio (1949-1966)
La reforma constitucional de 1949 dio jerarquía constitucional a los derechos del trabajo y la seguridad social, y eliminó también la cláusula constitucional que establecía una cantidad máxima de ministerios, que había sido ampliada de cinco a ocho en 1898. La misma reforma constitucional, con el fin de agilizar la creación de los nuevos ministerios que requerían las nuevas funciones constitucionales, estableció en la Primera Disposición Transitoria que, hasta que se sancionara la Ley Orgánica de Ministerios, el despacho de los negocios de la Nación estaría a cargo de 20 "departamentos", mencionados explícitamente; uno de ellos era "Trabajo y Previsión", que fue constituido como ministerio el 7 de junio de 1949, por el presidente Juan Domingo Perón. Su primer titular fue el sindicalista del vidrio José María Freire, quien se venía desempeñando como titular de la secretaría del área desde el 4 de junio de 1946. El 7 de julio de 1949, el Congreso sancionó el proyecto enviado por el PEN, aprobando la Ley N.º. 13.529 de Ministerios, que ratificó las decisiones constitucional y presidencial, para completar la creación del Ministerio de Trabajo y Previsión. 
A poco de asumir el presidente Arturo Frondizi, el Congreso aprobó el 11 de junio de 1958 la Ley de Ministerios N.º 14.439, cambiando la denominación por Ministerio de Trabajo y Seguridad Social, determinando su nueva competencia y estructura interna, estructura que se mantuvo —con algunas variaciones— hasta el año 1966. El cambio de la expresión "previsión social", por "seguridad social", se correspondía con la terminología técnica y jurídica que había predominado en la experiencia nacional e internacional sobre la materia, reservando la primera expresión para la acción social dirigida a cubrir a los trabajadores y la segunda expresión para la acción social dirigida a cubrir a todos los habitantes, receptando así el principio de universalidad .

### Secretaría (1966-1971)
Pocos meses después de tomar el poder, en octubre de 1966, el dictador Juan Carlos Onganía (1966-1970) disolvió el Ministerio de Trabajo y Seguridad Social, traspasando sus funciones a la Secretaría de Trabajo, dependiente del Ministerio de Economía y Trabajo. Este relegamiento del tema trabajo y seguridad a la segunda línea ejecutiva, fue mantenida por el dictador Roberto Marcelo Levingston (1970-1971). 

### Ministerio (1971-2018)
En mayo de 1971 y en el marco del proceso de apertura electoral que llevó a las elecciones presidenciales de marzo de 1973, el dictador Alejandro Agustín Lanusse sancionó la Ley N.º 19.064 estableciendo una nueva organización ministerial, dentro de la cual restableció el Ministerio de Trabajo.
El 10 de diciembre de 1999, y a partir de la sanción de la Ley N.º 25.233 (art.22), quedó establecida su competencia y se sustituyó el antiguo nombre por el de Ministerio de Trabajo, Empleo y Formación de Recursos Humanos. A partir de 21 de febrero de 2002, con la sanción del Decreto N.º 355/02 modificatorio de la Ley de Ministerios, se cambió el nombre por el de Ministerio de Trabajo, Empleo y Seguridad Social.

### Tres secretarías en dos ministerios (2018-2019)
El 5 de septiembre de 2018, el presidente Mauricio Macri dispuso por decreto de necesidad y urgencia, la abolición del Ministerio de Trabajo, Empleo y Seguridad Social, distribuyendo sus funciones entre diferentes ministerios. Las funciones relativas a las relaciones laborales y empleo pasaron como sendas secretarías, al Ministerio de Producción, que fue renombrado como «Ministerio de Producción y Trabajo», mientras que las funciones sobre seguridad social fueron transferidas a una secretaría dependiente del ministerio de Salud y Desarrollo Social.
La disolución del MTEySS formó parte de una modificación general del gabinete nacional, que centralizó las funciones ejecutivas en diez ministerios, que antes estaban distribuidas entre veintidós ministerios. La degradación se hizo efectiva el 5 de septiembre de 2018.

### Ministerio (2019-2023)
El 10 de diciembre de 2019 el presidente Alberto Fernández restableció el Ministerio Trabajo, Empleo y Seguridad Social, con las funciones que tenía antes de la disolución de 2018, incluyendo la Administración Nacional de la Seguridad Social (ANSES).La cartera laboral estuvo conformada por tres secretarías: Trabajo, Empleo y Seguridad Social.
Fue disuelto nuevamente por Javier Milei tras la llegada la presidencia. Está integrada a Ministerio de Capital Humano

### Secretarìa (2023-presente)
Omar Yasín fue designado para ejercer el cargo de secretario.

## Organización
La cartera estuvo organizado de la siguiente manera:
- Ministerio de Trabajo, Empleo y Seguridad Social
  - Secretaría de Trabajo
  - Secretaría de Empleo
  - Secretaría de Seguridad Social

## Objetivos y funciones
El Ministerio de Trabajo, Empleo y Seguridad Social promueve, regula y fiscaliza el cumplimento de los derechos de los trabajadores, en especial de la libertad sindical, la negociación colectiva, la igualdad de oportunidades y de trato, y la erradicación del trabajo forzoso, informal e infantil.
Interviene en las negociaciones y convenciones colectivas de trabajo y en conflictos individuales, ejerciendo facultades de conciliación, mediación y arbitraje.
Ejerce el poder de policía en el orden laboral, como autoridad central, y la superintendencia de la inspección del trabajo, que coordina las políticas y los planes nacionales de fiscalización, en especial los relativos al control del empleo no registrado.
A través del Servicio de Conciliación Laboral Obligatoria (SECLO) brinda a los trabajadores y empleadores con diferendos provenientes de conflictos laborales individuales o pluriindividuales, un ámbito propicio que facilite la negociación de sus intereses con el propósito de arribar a acuerdos consensuados, sujetos a homologación.
Por medio del programa ASISTIR, se ofrece a los trabajadores asesoramiento jurídico gratuito en las demandas de competencia de la Justicia Nacional del Trabajo, en el ámbito de la Ciudad Autónoma de Buenos Aires.
Mediante el Tribunal de Trabajo Doméstico se encarga de tramitar todas las acciones que se producen por irregularidades que surjan entre las personas que trabajan en el servicio doméstico y sus empleadores, y funciona como un juzgado ordinario aunque está en sede administrativa y no pertenece al Poder Judicial. Los juzgados laborales intervienen frente a una apelación presentada a un dictamen de la institución.
Por medio de la Unidad para Personas Discapacitadas lleva adelante los lineamientos que el MTEySS propone para mejorar la empleabilidad de las personas con discapacidad.

### Competencias
De acuerdo a la Ley 22 520, las competencias del ministerio son «asistir al Presidente de la Nación, y al Jefe de Gabinete de Ministros en orden a sus competencias, en todo lo inherente a las relaciones y condiciones individuales y colectivas de trabajo, al régimen legal de las negociaciones colectivas y de las asociaciones profesionales de trabajadores y empleadores, al empleo, la capacitación laboral y a la seguridad social…»

## Sede

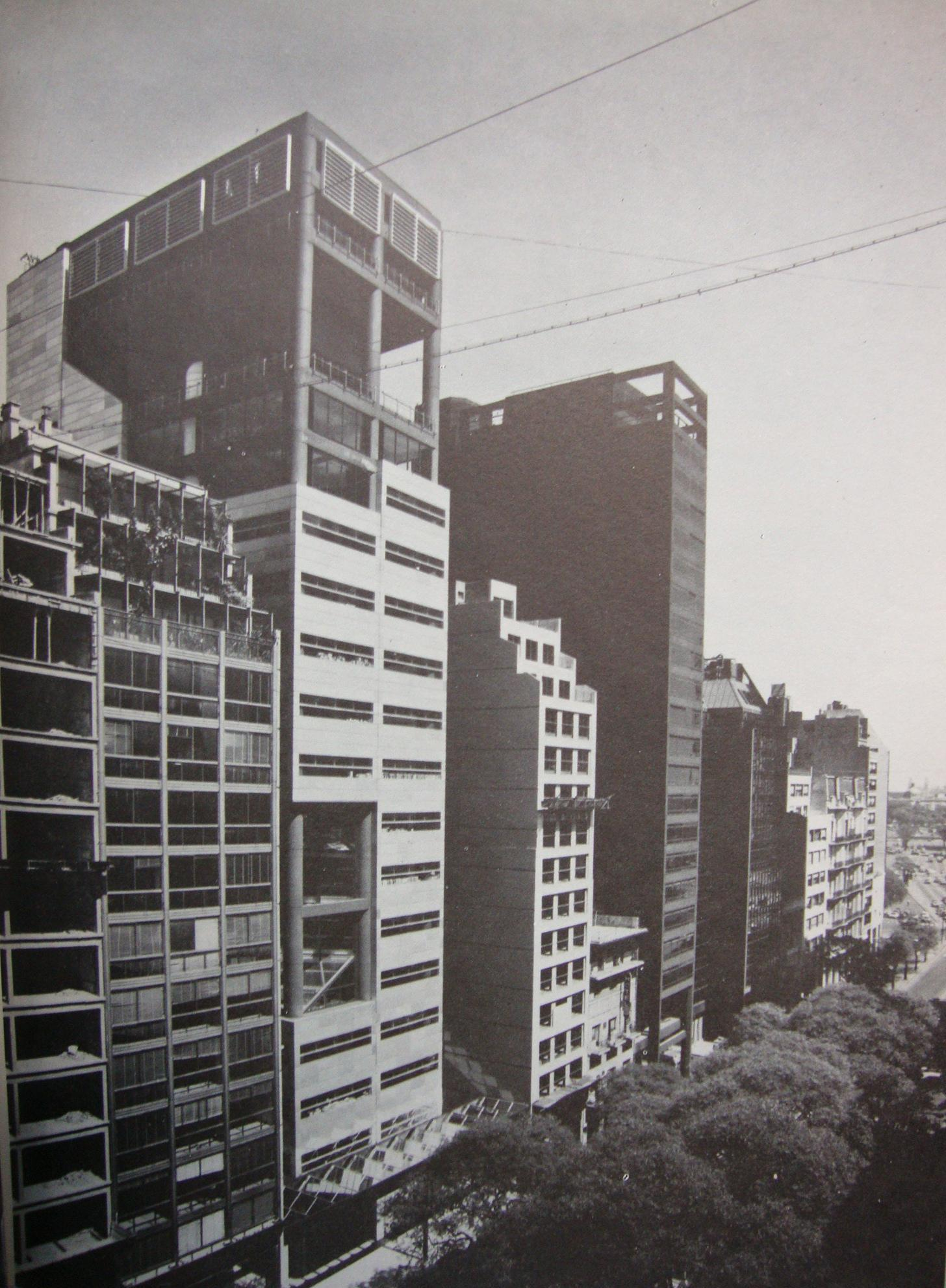
La actual sede del Ministerio, en 1982

Cuando Juan Domingo Perón se hizo cargo de la entonces Secretaría de Trabajo y Previsión en 1943, ésta fue instalada en el Palacio del Concejo Deliberante de Buenos Aires (actualmente Legislatura). Allí siguió funcionando una vez transformada en Ministerio. Luego, la Fundación Eva Perón ocupó el edificio.
En la actualidad, el Ministerio de Trabajo, Empleo y Seguridad Social tiene su sede en Avenida Leandro N. Alem 650. Se trata de un edificio en torre construido para Caja de Ayuda y Subsidio para Familiares del personal de la Industria (CASFPI) e inaugurado en 1981. El diseño, de vanguardia en ese momento, fue realizado por los arquitectos del actual estudio MSGSSS en el año 1974. El edificio se destaca por su exterior totalmente revestido en placas de aluminio, y por su fachada quebrada entre los pisos 4 y 7.

## Organismos dependientes
El 26 de diciembre de 1991, por decreto n.º 2471/91 del presidente Carlos Saúl Menem, se creó la Administración Nacional de Seguridad Social (ANSES), dependiente del entonces Ministerio de Trabajo y Seguridad Social (a través de la Secretaría de Seguridad Social).